# 마쓰이 겐야
마쓰이 겐야(일본어: 松井 謙弥, 1985년 9월 10일 ~ )는 일본의 축구 선수이다. 현재 타이완 풋볼 프리미어리그의 푸투로에서 뛰고 있다.

## 구단 경력
그는 2004년부터 2022년까지 J리그의 주빌로 이와타, 교토 상가 FC, 세레소 오사카, 도쿠시마 보르티스, 가와사키 프론탈레, 오미야 아르디자, 미토 홀리호크, 블라우블리츠 아키타에서 활동하였다.

## 국가대표팀 경력
그는 2005년 FIFA 세계 청소년 축구 선수권 대회에 참가할 일본 U-20 국가대표팀에 선발되었으나 경기에 출전하지는 못하였다. 2006년 아시안 게임에도 출전했다.